# Formální mocninná řada
Formální řady jsou v matematice nekonečné sumy, které se uvažují bez jakéhokoli pojmu konvergence, a na které lze uplatňovat obvyklé algebraické operace na řady (sčítání, odčítání, násobení, dělení, částečné součty, atd.).
Formální mocninná řada je speciální druh formální řady, jejíž členy jsou tvaru {\displaystyle ax^{n},} kde {\displaystyle x^{n}} je {\displaystyle n}-tá mocnina proměnné {\displaystyle x} ({\displaystyle n} je nezáporné celé číslo), a {\displaystyle a} se nazývá koeficient. Mocninnou řadu můžeme chápat jako zobecnění polynomu pro nekonečný počet členů a bez požadavku konvergence. Řada tedy již nemusí reprezentovat funkci své proměnné, ale pouze formální posloupnost koeficientů, což je rozdíl od mocninné řady, která definuje funkci tak, že pro proměnnou uvnitř poloměru konvergence nabývá číselných hodnot. Ve formálních mocninných řadách slouží {\displaystyle x^{n}} pouze jako prostor pro koeficienty, tak, že koeficient {\displaystyle x^{5}} je pátým členem posloupnosti. Metoda vytvořujících funkcí v kombinatorice používá formální mocninné řady pro reprezentaci numerických posloupností a multimnožin dovolující například stručné vyjádření rekurzivně definovaných posloupností bez ohledu na to, zda lze rekurzi explicitně vyřešit. Formální mocninné řady lze zobecnit povolením libovolného konečného (nebo spočetného) počtu proměnných a koeficientů z libovolného okruhu.
Okruhy formálních mocninných řad jsou úplné lokální okruhy, což umožňuje použití metod infinitezimálního počtu v čistě algebraickém rámci algebraické geometrie a komutativní algebry. Jsou mnoha způsoby analogické p-adickým celým číslům, která lze definovat jako formální řady mocniny p.

## Úvod
Na formální mocninné řady lze volně pohlížet jako na objekty, které se podobají polynomům, ale mají nekonečně mnoho členů. Alternativně, pro tyto známější s Mocninná řada (nebo Taylorova řada), můžeme uvažovat formální mocninnou řadu za mocninnou řadu, u níž ignorujeme otázky konvergence tím, že nepředpokládáme, že proměnná X označuje nějakou číselnou hodnotu (ani nějakou neznámou hodnotu). Například uvažujeme řadu
{\displaystyle A=1-3X+5X^{2}-7X^{3}+9X^{4}-11X^{5}+\cdots .}
Pokud tuto řadu zkoumáme jako mocninnou řadu, k jejím vlastnostem například patří, že její poloměr konvergence je 1. Ale u formální mocninné řady můžeme tuto vlastnost zcela ignorovat; jediné, co je relevantní, je posloupnost koeficientů [1, −3, 5, −7, 9, −11, ...]. Jinými slovy, formální mocninná řada je objekt, který pouze zaznamenává posloupnost koeficientů. Je naprosto přijatelné uvažovat formální mocninnou řadu s koeficienty tvořenými faktoriály [1, 1, 2, 6, 24, 120, 720, 5040, ... ], přestože odpovídajícím mocninná řada diverguje pro libovolnou nenulovou hodnotu X.
Aritmetika s formálními mocninnými řadami se provádí jako by to byly polynomy. Pokud například
{\displaystyle B=2X+4X^{3}+6X^{5}+\cdots ,}
pak sečteme A a B člen po členu:
{\displaystyle A+B=1-X+5X^{2}-3X^{3}+9X^{4}-5X^{5}+\cdots .}
Formální mocninné řady můžeme násobit, opět jako kdyby to byly polynomy (viz konkrétně Cauchyho součin):
{\displaystyle AB=2X-6X^{2}+14X^{3}-26X^{4}+44X^{5}+\cdots .}
Všimněte si, že každý koeficient v součinu AB závisí pouze na konečném počtu koeficientů řad A a B. Například člen X5 popisuje vztah
{\displaystyle 44X^{5}=(1\times 6X^{5})+(5X^{2}\times 4X^{3})+(9X^{4}\times 2X).}
Z tohoto důvodu můžeme formální mocninné řad násobit, aniž bychom se starali o obvyklé otázky absolutní konvergence, podmíněné a stejnoměrné konvergence, které se objevují v popisech mocninných řad v analýze.
Jakmile máme definované násobení formálních mocninných řad, můžeme definovat jejich multiplikativní inverzi takto. Multiplikativní inverze formální mocninné řady A je formální mocninná řada C taková, že AC = 1, za předpokladu, že taková formální mocninná řada existuje. Ukazuje se, že pokud A má multiplikativní inverzi, je jednoznačná, a označujeme ji A−1. Nyní můžeme definovat dělení formálních mocninných řad tak, že definujeme B/A jako součin BA−1, za předpokladu, že existuje inverze A. Můžeme použít například výše uvedenou definici násobení pro ověření známějšího vzorce
{\displaystyle {\frac {1}{1+X}}=1-X+X^{2}-X^{3}+X^{4}-X^{5}+\cdots .}
Důležitou operací na formální mocninné řadě je extrakce koeficientu. Ve svém nejzákladnějším tvaru je operátor extrakce koeficientu {\displaystyle [X^{n}]} aplikován na formální mocninnou řadu {\displaystyle A} s jednou proměnnou extrahuje koeficient {\displaystyle n}-té mocniny proměnné, takže {\displaystyle [X^{2}]A=5} a {\displaystyle [X^{5}]A=-11}. K dalším příkladům patří
{\displaystyle {\begin{aligned}\left[X^{3}\right](B)&=4,\\\left[X^{2}\right](X+3X^{2}Y^{3}+10Y^{6})&=3Y^{3},\\\left[X^{2}Y^{3}\right](X+3X^{2}Y^{3}+10Y^{6})&=3,\\\left[X^{n}\right]\left({\frac {1}{1+X}}\right)&=(-1)^{n},\\\left[X^{n}\right]\left({\frac {X}{(1-X)^{2}}}\right)&=n.\end{aligned}}}
Podobně lze mnoho jiných operací definovaných pro polynomy rozšířit na formální mocninné řady, jak je vysvětleno níže.

## Okruh formálních mocninných řad
Šablona:Ring theory sidebar
Pokud uvažujeme množinu všech formálních mocninných řad v X s koeficienty v komutativním okruhu reálných čísel R, prvky této množiny dohromady tvoří jiný okruh, který zapisujeme {\displaystyle R[[X]],} a nazýváme okruh formálních mocninných řad proměnné X nad R.

### Definice okruhu formálních mocninných řad
{\displaystyle R[[X]]} můžeme abstraktně charakterizovat jako zúplnění okruhu polynomů {\displaystyle R[X]} opatřeného určitou metrikou. Díky tomu má {\displaystyle R[[X]]} strukturu topologického okruhu (dokonce úplného metrického prostoru). Ale obecná konstrukce zúplnění metrického prostoru je komplikovanější, než co potřebujeme zde, a způsobila by, že by se formální mocninné řady zdály složitější, než jsou.
{\displaystyle R[[X]]} je možné popsat explicitněji, a strukturu okruhu a topologickou strukturu lze definovat odděleně, jak je uvedeno níže.

#### Struktura okruhu
Jako množina, {\displaystyle R[[X]]} lze zkonstruovat jako množinu {\displaystyle R^{\mathbb {N} }} všech nekonečných posloupností prvků z {\displaystyle R}, indexovaných přirozenými čísly (včetně 0). Pokud posloupnost, jejíž člen s indexem {\displaystyle n} je {\displaystyle a_{n}} budeme značit {\displaystyle (a_{n})}, pak sčítání dvou takových posloupností lze definovat zápisem
{\displaystyle (a_{n})_{n\in \mathbb {N} }+(b_{n})_{n\in \mathbb {N} }=\left(a_{n}+b_{n}\right)_{n\in \mathbb {N} }}
a násobení
{\displaystyle (a_{n})_{n\in \mathbb {N} }\times (b_{n})_{n\in \mathbb {N} }=\left(\sum _{k=0}^{n}a_{k}b_{n-k}\right)_{\!n\in \mathbb {N} }.}
Tento typ součinu se nazývá Cauchyho součin dvou posloupností koeficientů, a je druhem diskrétní konvoluce. S těmito operacemi tvoří {\displaystyle R^{\mathbb {N} }} komutativní okruh s nulovým prvkem {\displaystyle (0,0,0,\ldots )} a multiplikativní identitou {\displaystyle (1,0,0,\ldots )}.
Definice násobení je vlastně stejná, jaká se používá pro definici násobení polynomů s jednou proměnnou, což naznačuje použití podobné notace. {\displaystyle R} lze vnořit do {\displaystyle R[[X]]} použitím libovolné (konstanty) {\displaystyle a\in R} pro posloupnost {\displaystyle (a,0,0,\ldots )} a posloupnost {\displaystyle (0,1,0,0,\ldots )} označíme {\displaystyle X}; pak použitím výše uvedené definice dostaneme, že každou posloupnost s pouze konečně mnoha nenulovými členy lze vyjádřit pomocí těchto speciálních prvků jako
{\displaystyle (a_{0},a_{1},a_{2},\ldots ,a_{n},0,0,\ldots )=a_{0}+a_{1}X+\cdots +a_{n}X^{n}=\sum _{i=0}^{n}a_{i}X^{i};}
což jsou právě polynomy v {\displaystyle X}. Díky tomu je docela přirozené a pohodlné pro určení obecné posloupnosti {\displaystyle (a_{n})_{n\in \mathbb {N} }} formálním výrazem {\displaystyle \textstyle \sum _{i\in \mathbb {N} }a_{i}X^{i}}, přestože druhý není výraz tvořený operacemi sčítání a násobení definovanými výše (ze kterých lze konstruovat pouze konečný součty). Tento způsob zápisu umožňuje zapsat výše uvedené definice jako
{\displaystyle \left(\sum _{i\in \mathbb {N} }a_{i}X^{i}\right)+\left(\sum _{i\in \mathbb {N} }b_{i}X^{i}\right)=\sum _{i\in \mathbb {N} }(a_{i}+b_{i})X^{i}}
a
{\displaystyle \left(\sum _{i\in \mathbb {N} }a_{i}X^{i}\right)\times \left(\sum _{i\in \mathbb {N} }b_{i}X^{i}\right)=\sum _{n\in \mathbb {N} }\left(\sum _{k=0}^{n}a_{k}b_{n-k}\right)X^{n}.}
což je docela pohodlné, ale musíme si být vědomi rozdílu mezi formální sumací (pouhá konvence) a skutečným sčítáním.

#### Topologická struktura
Poté, co jsme konvenčně stanovili, že
| {\displaystyle (a_{0},a_{1},a_{2},a_{3},\ldots )=\sum _{i=0}^{\infty }a_{i}X^{i},} | \| \| \| \| \| \| \| \| | (1) |
|                                                                                    |                         |     |
|                                                                                    |                         |     |

bychom chtěli interpretovat pravou stranu jako dobře definovanou nekonečnou sumaci. Kvůli tomu definujeme pojem konvergence v {\displaystyle R^{\mathbb {N} }} a zkonstruujeme topologii na {\displaystyle R^{\mathbb {N} }}. Existuje několik ekvivalentních způsobů, jak požadovanou topologii definovat:
- Pro {\displaystyle R^{\mathbb {N} }} použít součinovou topologii, přičemž pro jednotlivé složky {\displaystyle R} se použije diskrétní topologie.
- Pro {\displaystyle R^{\mathbb {N} }} použít I-adickou topologii, kde {\displaystyle I=(X)} je ideál generovaný {\displaystyle X}, který sestává ze všech posloupností, jejichž první člen {\displaystyle a_{0}} je nulový.
- Topologii lze také odvodit z následující metriky: Vzdálenost mezi různými posloupnostmi {\displaystyle (a_{n}),(b_{n})\in R^{\mathbb {N} },} se definuje jako {\displaystyle d((a_{n}),(b_{n}))=2^{-k},} kde {\displaystyle k} je nejmenší přirozené číslo takové, že {\displaystyle a_{k}\neq b_{k}}; vzdálenost mezi dvěma stejnými posloupnostmi je samozřejmě nulová.

Neformálně se dvě posloupnosti {\displaystyle (a_{n})} a {\displaystyle (b_{n})} k sobě blíží právě tehdy, když více jejich členů přesně souhlasí. Formálně posloupnost částečných součtů nějaké nekonečné sumace konverguje, pokud se koeficient pro každou pevnou mocninu {\displaystyle X} stabilizuje: neboli existuje bod, od kterého mají všechny další částečné součty stejný koeficient. To je zřejmě případ pravé strany vzorce (1), bez ohledu na hodnoty {\displaystyle a_{n}}, protože zahrnutí členu pro {\displaystyle i=n} dává poslední (a vlastně jedinou) změnu koeficientu {\displaystyle X^{n}}. Je také zjevné, že limita posloupnosti částečných součtů je rovna levé straně.
Tato topologické struktura spolu s okruhovými operacemi popsanými výše tvoří topologický okruh, který nazýváme okruh formálních mocninných řad nad {\displaystyle R} a značíme {\displaystyle R[[X]]}. Tato topologie má užitečnou vlastnost, že nekonečné sumy konverguje právě tehdy, když posloupnost jejích členů konverguje k 0, což pouze znamená, že libovolná pevná mocnina {\displaystyle X} se objeví pouze v konečně mnoha členech.
Topologická struktura umožňuje mnohem flexibilnější použití nekonečných sum. Například pravidlo pro násobení lze přeformulovat jednoduše jako
{\displaystyle \left(\sum _{i\in \mathbb {N} }a_{i}X^{i}\right)\times \left(\sum _{i\in \mathbb {N} }b_{i}X^{i}\right)=\sum _{i,j\in \mathbb {N} }a_{i}b_{j}X^{i+j},}
protože pouze konečně mnoho členů na pravé straně ovlivňuje libovolné pevné {\displaystyle X^{n}}. Nekonečné součiny jsou také definovány vztahem topologických struktur; je vidět, že nekonečný součin konverguje právě tehdy, když posloupnost jeho členů konverguje k 1 (pak je součin nenulový) nebo když nekonečně mnoho členů nemá konstantní člen (v tomto případě je součin nulový).

#### Alternativní topologie
Výše uvedená topologie je nejjemnější topologií, pro kterou
{\displaystyle \sum _{i=0}^{\infty }a_{i}X^{i}}
vždy konverguje jako sumace k formální mocninné řadě určené stejným výrazem, a často postačuje, aby dávala význam nekonečným součtům a součinům nebo jiný druhům limity, které chceme používat pro definici určité formální mocninné řady. Může se ale příležitostně stát, že chceme používat hrubší topologii, takže určité výrazy, které by jinak divergovaly, se stanou konvergentními. To konkrétně platí, když bázový okruh {\displaystyle R} má jinou už než diskrétní topologii, například pokud je sám také okruhem formálních mocninných řad.
V okruhu formálních mocninných řad {\displaystyle \mathbb {Z} [[X]][[Y]]} se topologie výše uvedené konstrukce týká pouze neurčitého {\displaystyle Y}, protože topologie, které byl kladen {\displaystyle \mathbb {Z} [[X]]} byla při definování topologie celého okruhu nahrazena diskrétní topologií. Proto
{\displaystyle \sum _{i=0}^{\infty }XY^{i}}
konverguje (a součet lze zapsat jako {\displaystyle {\tfrac {X}{1-Y}}}); ale
{\displaystyle \sum _{i=0}^{\infty }X^{i}Y}
lze považovat za divergentní, protože koeficient {\displaystyle Y} je ovlivňován každým členem. Toto asymetrie zmizí, pokud okruh mocninných řad v {\displaystyle Y} používá součinovou topologii, kde každé kopii {\displaystyle \mathbb {Z} [[X]]} je dána topologie okruhu formálních mocninných řad místo diskrétní topologie. S toto topologií posloupnost prvků {\displaystyle \mathbb {Z} [[X]][[Y]]} konverguje, pokud koeficient každé mocniny {\displaystyle Y} konverguje k formální mocninné řadě proměnné {\displaystyle X}, což je slabší podmínka než úplná stabilizace. S touto topologií například v druhém výše uvedeném příkladě konverguje koeficient {\displaystyle Y} k {\displaystyle {\tfrac {1}{1-X}}}, takže celá suma konverguje k {\displaystyle {\tfrac {Y}{1-X}}}.
Tento způsob definování topologie je pro opakované konstrukce okruhů formálních mocninných řad vlastně standardní, a dává stejnou topologii, jakou bychom dostali použitím formální mocninné řady ve všech neurčitých najednou. Ve výše uvedeném příkladě by to znamenalo zkonstruování {\displaystyle \mathbb {Z} [\langle X,Y\rangle ],} a zde posloupnost konverguje právě tehdy, když se koeficient každého jednočlenu {\displaystyle X^{i}Y^{j}} stabilizuje. Tato topologie, který je také {\displaystyle I}-adická, kde {\displaystyle I=(X,Y)} je ideál generovaný {\displaystyle X} a {\displaystyle Y} má stále tu vlastnost, že sumace konverguje právě tehdy, když se její členy blíží 0.
Stejný princip by mohl být použit, aby jiné divergentní limity konvergovaly. Například v {\displaystyle \mathbb {R} [[X]]} neexistuje limita
{\displaystyle \lim _{n\to \infty }\left(1+{\frac {X}{n}}\right)^{\!n},}
takže speciálně ani nekonverguje k
{\displaystyle \exp(X)=\sum _{n\in \mathbb {N} }{\frac {X^{n}}{n!}}.}
Důvodem je, že pro {\displaystyle i\geq 2} se koeficient {\displaystyle {\tbinom {n}{i}}/n^{i}} členu {\displaystyle X^{i}} nestabilizuje, když {\displaystyle n\to \infty }. V obvyklé topologii {\displaystyle \mathbb {R} } však konverguje, a to ke koeficientu {\displaystyle {\tfrac {1}{i!}}} členu {\displaystyle \exp(X)}. Proto, pokud bychom pro {\displaystyle \mathbb {R} [[X]]} použili součinovou topologii {\displaystyle \mathbb {R} ^{\mathbb {N} },} kde by topologie {\displaystyle \mathbb {R} } byla obvyklá topologie místo diskrétní, pak by výše uvedená limita konvergovala k {\displaystyle \exp(X)}. Tento benevolentnější přístup ale není standardní, pokud uvažujeme formální mocninné řady, protože by to vedlo k úvahám o konvergenci, které by byly stejně subtilní jako v analýze, zatímco filozofií formálních mocninných řad je naopak učinit otázky konvergence co možná nejjednodušší. S touto topologií by neplatilo, že sumace konverguje právě tehdy, když se její členy blíží k 0.

### Univerzální vlastnost
Okruh {\displaystyle R[[X]]} lze charakterizovat následující univerzální vlastností. Pokud {\displaystyle S} je komutativní asociativní algebra nad {\displaystyle R}, pokud {\displaystyle I} je ideál {\displaystyle S} takový, že {\displaystyle I}-adická topologie na {\displaystyle S} je úplná, a, pokud {\displaystyle x} je prvkem {\displaystyle I}, pak existuje jednoznačné zobrazení {\displaystyle \Phi :R[[X]]\to S} s následujícími vlastnostmi:
- {\displaystyle \Phi } je homomorfismus {\displaystyle R}-algebry
- {\displaystyle \Phi } je spojité
- {\displaystyle \Phi (X)=x}.

## Operace na formálních mocninných řadách
Na mocninných řadách můžeme provádět algebraické operace, které generují další mocninné řady. Kromě operací struktury okruhu definovaných výše, máme následující.

### Mocniny mocninných řad
Pro libovolné přirozené číslo n máme
{\displaystyle \left(\sum _{k=0}^{\infty }a_{k}X^{k}\right)^{\!n}=\,\sum _{m=0}^{\infty }c_{m}X^{m},}
kde
{\displaystyle {\begin{aligned}c_{0}&=a_{0}^{n},\\c_{m}&={\frac {1}{ma_{0}}}\sum _{k=1}^{m}(kn-m+k)a_{k}c_{m-k},\ \ \ m\geq 1.\end{aligned}}}
(Tento vzorec může být používán, pouze pokud m a A0 jsou invertovatelné v okruhu koeficientů.)
V případě formální mocninné řady s komplexními koeficienty jsou komplexní mocniny dobře definované alespoň pro řadu f s konstantním členem rovným 1. V tomto případě lze {\displaystyle f^{\alpha }} definovat skládáním s binomickou řadou (1+x)α nebo skládáním s exponenciální funkcí a logaritmickou řadou, {\displaystyle f^{\alpha }=\exp(\alpha \log(f)),} nebo jako řešení diferenciální rovnice {\displaystyle f(f^{\alpha })'=\alpha f^{\alpha }f'} s konstantním členem 1, přičemž tyto tři definice jsou ekvivalentní. Pravidla počtu {\displaystyle (f^{\alpha })^{\beta }=f^{\alpha \beta }} a {\displaystyle f^{\alpha }g^{\alpha }=(fg)^{\alpha }} lze snadno odvodit.

### Multiplikativní inverze
Řada
{\displaystyle A=\sum _{n=0}^{\infty }a_{n}X^{n}\in R[[X]]}
je invertovatelná v {\displaystyle R[[X]]} právě tehdy, když její konstantní koeficient {\displaystyle a_{0}} je invertovatelný v {\displaystyle R}. Tato podmínka je nezbytná z následujícího důvodu:, pokud předpokládáme, že {\displaystyle A} má inverzi {\displaystyle B=b_{0}+b_{1}x+\cdots } pak konstantní člen {\displaystyle a_{0}b_{0}} {\displaystyle A\cdot B} je konstantní člen řady identity, tj. je 1. Tato podmínka je také dostačující; můžeme vypočítat koeficienty inverzní řady {\displaystyle B} pomocí explicitního rekurzivního vzorce
{\displaystyle {\begin{aligned}b_{0}&={\frac {1}{a_{0}}},\\b_{n}&=-{\frac {1}{a_{0}}}\sum _{i=1}^{n}a_{i}b_{n-i},\ \ \ n\geq 1.\end{aligned}}}
Důležitým speciálním případem je, když vzorec pro geometrickou řadu je platný v {\displaystyle R[[X]]}:
{\displaystyle (1-X)^{-1}=\sum _{n=0}^{\infty }X^{n}.}
Pokud {\displaystyle R=K} je komutativní těleso, pak řada je invertovatelná právě tehdy, když konstantní člen je nenulový, tj. právě tehdy, když řada není dělitelná {\displaystyle X}. To znamená, že {\displaystyle K[[X]]} je diskrétní valuační okruh s uniformizačním parametrem {\displaystyle X}.

### Dělení
Výpočet kvocientu {\displaystyle f/g=h}
{\displaystyle {\frac {\sum _{n=0}^{\infty }b_{n}X^{n}}{\sum _{n=0}^{\infty }a_{n}X^{n}}}=\sum _{n=0}^{\infty }c_{n}X^{n},}
předpokládá, že jmenovatel je invertovatelný (tj. {\displaystyle a_{0}} je invertovatelná v okruhu skalárů), lze provést jako součin {\displaystyle f} a inverze {\displaystyle g}nebo přímo položením koeficientů, aby byly v {\displaystyle f=gh} sobě rovné:
{\displaystyle c_{n}={\frac {1}{a_{0}}}\left(b_{n}-\sum _{k=1}^{n}a_{k}c_{n-k}\right).}

### Extrakce koeficientů
Operátor extrakce koeficientů aplikovaný na formální mocninnou řadu
{\displaystyle f(X)=\sum _{n=0}^{\infty }a_{n}X^{n}}
v X se zapisuje
{\displaystyle \left[X^{m}\right]f(X)}
a extrahuje koeficient u Xm tak, že
{\displaystyle \left[X^{m}\right]f(X)=\left[X^{m}\right]\sum _{n=0}^{\infty }a_{n}X^{n}=a_{m}.}

### Skládání řad
Jsou-li dány formální mocninné řady
{\displaystyle f(X)=\sum _{n=1}^{\infty }a_{n}X^{n}=a_{1}X+a_{2}X^{2}+\cdots }
{\displaystyle g(X)=\sum _{n=0}^{\infty }b_{n}X^{n}=b_{0}+b_{1}X+b_{2}X^{2}+\cdots ,}
můžeme definovat skládání
{\displaystyle g(f(X))=\sum _{n=0}^{\infty }b_{n}(f(X))^{n}=\sum _{n=0}^{\infty }c_{n}X^{n},}
kde koeficienty cn jsou určeny „expandováním“ mocnin f(X):
{\displaystyle c_{n}:=\sum _{k\in \mathbb {N} ,|j|=n}b_{k}a_{j_{1}}a_{j_{2}}\cdots a_{j_{k}}.}
Zde je součet rozšířen na všechna (k, j) s {\displaystyle k\in \mathbb {N} } a {\displaystyle j\in \mathbb {N} _{+}^{k}} s {\displaystyle |j|:=j_{1}+\cdots +j_{k}=n.}
Explicitnější popis těchto koeficientů poskytl Faà di Brunoův vzorec, alespoň v případě, když okruh koeficientů je komutativním tělesem charakteristiky 0.
Skládání je platné pouze tehdy, když {\displaystyle f(X)} nemá žádný konstantní člen, takže každé {\displaystyle c_{n}} závisí pouze na konečném počtu koeficientů {\displaystyle f(X)} a {\displaystyle g(X)}. Jinými slovy, řada pro {\displaystyle g(f(X))} konverguje v topologii {\displaystyle R[[X]]}.

#### Příklad
Předpokládejme, že okruh {\displaystyle R} má charakteristiku 0 a nenulová celá čísla jsou invertovatelná v {\displaystyle R}. Pokud formální mocninnou řadu označíme {\displaystyle \exp(X)}
{\displaystyle \exp(X)=1+X+{\frac {X^{2}}{2!}}+{\frac {X^{3}}{3!}}+{\frac {X^{4}}{4!}}+\cdots ,}
pak výraz
{\displaystyle \exp(\exp(X)-1)=1+X+X^{2}+{\frac {5X^{3}}{6}}+{\frac {5X^{4}}{8}}+\cdots }
má smysl jako formální mocninná řada. Ale tvrzení
{\displaystyle \exp(\exp(X))\ {\stackrel {?}{=}}\ e\exp(\exp(X)-1)\ =\ e+eX+eX^{2}+{\frac {5eX^{3}}{6}}+\cdots }
není platným použitím operace skládání pro formální mocninnou řadu. Spíše jsou matoucí pojmy konvergence v {\displaystyle R[[X]]} a konvergence v {\displaystyle R}; skutečně, okruh {\displaystyle R} může nejen obsahovat libovolné číslo {\displaystyle e} s vhodnými vlastnostmi.

### Inverze pro skládání funkcí
Pokud formální řada
{\displaystyle f(X)=\sum _{k}f_{k}X^{k}\in R[[X]]}
má f0 = 0 a f1 je invertovatelný prvek R, pak existuje řada
{\displaystyle g(X)=\sum _{k}g_{k}X^{k},}
která je inverzí funkcí k {\displaystyle f}, což znamená, že složením {\displaystyle f} s {\displaystyle g} dostaneme řadu, která reprezentuje identitu {\displaystyle x=0+1x+0x^{2}+0x^{3}+\cdots }. Koeficienty řady {\displaystyle g} je možné spočítat rekurzivně pomocí výše uvedeného vzorce pro koeficienty skládání tak, že se položí rovné s koeficienty identity skládání X (které jsou 1 pro stupeň 1 a 0 pro všechny stupně větší než 1). V případě, kdy okruh koeficientů je komutativním tělesem charakteristiky 0, Lagrangeův inverzní vzorec (diskutovaný níže) poskytuje výkonný nástroj pro výpočet koeficientů g, stejně jako koeficientů (multiplikativní) mocniny g.

### Formální derivace
Je-li dána formální mocninná řada
{\displaystyle f=\sum _{n\geq 0}a_{n}X^{n}\in R[[X]],}
definujeme její formální derivaci značenou Df nebo f ′ vztahem
{\displaystyle Df=f'=\sum _{n\geq 1}a_{n}nX^{n-1}.}
Symbol D se nazývá operátor formální derivace. Tato definice jednoduše napodobuje derivaci polynomu člen po členu.
Tato operace je R-lineární:
{\displaystyle D(af+bg)=a\cdot Df+b\cdot Dg}
pro libovolné a, b z R a libovolné f, g z {\displaystyle R[[X]].} Formální derivace má navíc mnoho vlastností jako normální derivace. Platí například součinové pravidlo:
{\displaystyle D(fg)\ =\ f\cdot (Dg)+(Df)\cdot g,}
stejně jako řetízkové pravidlo:
{\displaystyle D(f\circ g)=(Df\circ g)\cdot Dg,}
když je definováno vhodné skládání řad (viz výše, kapitola Skládání řad).
V těchto ohledech se tedy formální mocninné řady chovají jako Taylorova řada. Skutečně, pro f definované výše, dostáváme, že
{\displaystyle (D^{k}f)(0)=k!a_{k},}
kde Dk označuje k-tou formální derivaci (tj. výsledek formálního derivování k krát).

### Formální antiderivace
Pokud {\displaystyle R} je okruh s charakteristikou nula a nenulová celá čísla jsou invertovatelná v {\displaystyle R}, pak je-li dána formální mocninná řada
{\displaystyle f=\sum _{n\geq 0}a_{n}X^{n}\in R[[X]],}
definujeme její formální primitivní funkci nebo formální neurčitý integrál vztahem
{\displaystyle D^{-1}f=\int f\ dX=C+\sum _{n\geq 0}a_{n}{\frac {X^{n+1}}{n+1}}.}
pro libovolnou konstantu {\displaystyle C\in R}.
Tato operace je R-lineární:
{\displaystyle D^{-1}(af+bg)=a\cdot D^{-1}f+b\cdot D^{-1}g}
pro libovolné a, b z R a libovolné f, g z {\displaystyle R[[X]].} Formální primitivní funkce má navíc mnoho z vlastností jako primitivní funkce v integrálním počtu. Například formální primitivní funkce je skutečnou inverzí formální derivace:
{\displaystyle D(D^{-1}(f))=f}
pro libovolné {\displaystyle f\in R[[X]]}.

## Vlastnosti

### Algebraické vlastnosti okruhu formálních mocninných řad
{\displaystyle R[[X]]} je asociativní algebra nad {\displaystyle R} která obsahuje okruh {\displaystyle R[X]} polynomů nad {\displaystyle R}; polynomy odpovídají posloupnostem, které končí nulami.
Jacobsonův radikál {\displaystyle R[[X]]} je ideál generovaný {\displaystyle X} a Jacobsonovým radikálem {\displaystyle R}; to plyne z výše diskutovaného kritéria invertovatelnosti prvku.
maximální ideály {\displaystyle R[[X]]} vesměs vznikají z radikálů v {\displaystyle R} následujícím způsobem: ideál {\displaystyle M} algebry {\displaystyle R[[X]]} je maximální právě tehdy, když {\displaystyle M\cap R} je maximální ideál {\displaystyle R} a {\displaystyle M} je generovaný jako ideál {\displaystyle X} a {\displaystyle M\cap R}.
{\displaystyle R[[X]]} dědí několik algebraických vlastností {\displaystyle R}:
- pokud {\displaystyle R} je lokální okruh, pak je {\displaystyle R[[X]]} také lokální okruh (s množinou prvků, které nejsou jednotkami jednoznačného maximálního ideálu),
- pokud {\displaystyle R} je Noetherovský okruh, pak je {\displaystyle R[[X]]} také Noetherovský okruh (verze Hilbertovy věty o bázi),
- pokud {\displaystyle R} je obor integrity, pak {\displaystyle R[[X]]} je také obor integrity, a
- pokud {\displaystyle K} je komutativní těleso, pak {\displaystyle K[[X]]} je diskrétní valuační okruh.

### Topologické vlastnosti okruhu formálních mocninných řad
Metrický prostor {\displaystyle (R[[X]],d)} je úplný.
Okruh {\displaystyle R[[X]]} je kompaktní právě tehdy, když R je konečná. To plyne z Tichonovovy věty a charakterizace topologie na {\displaystyle R[[X]]} jako součinové topologie.

### Weierstrassova přípravná věta
Okruh formálních mocninných řad s koeficienty v úplném lokálním okruhu vyhovuje Weierstrassově přípravné větě.

## Aplikace
Formální mocninnou řadu lze použít pro řešení rekurencí objevujících se v teorii čísel a kombinatorice. Pro příklad obsahujícím hledání výrazu v uzavřeném tvaru pro Fibonacciho čísla viz článek na příklady vytvořující funkce.
Formální mocninnou řadu můžeme použít pro důkaz několika vztahů známých z analýzy v čistě algebraickém prostředí. Uvažujme například následující prvky {\displaystyle \mathbb {Q} [[X]]}:
{\displaystyle \sin(X):=\sum _{n\geq 0}{\frac {(-1)^{n}}{(2n+1)!}}X^{2n+1}}
{\displaystyle \cos(X):=\sum _{n\geq 0}{\frac {(-1)^{n}}{(2n)!}}X^{2n}}
Pak můžeme ukázat, že
{\displaystyle \sin ^{2}(X)+\cos ^{2}(X)=1,}
{\displaystyle {\frac {\partial }{\partial X}}\sin(X)=\cos(X),}
{\displaystyle \sin(X+Y)=\sin(X)\cos(Y)+\cos(X)\sin(Y).}
Poslední platí v okruhu {\displaystyle \mathbb {Q} [\langle X,Y\rangle ].}
Pro komutativní těleso K, okruh {\displaystyle K[\langle X_{1},\ldots ,X_{r}\rangle ]} se často používá jako „standardní, nejobecnější“ úplný lokální okruh nad K v algebře.

## Interpretace formálních mocninných řad jako funkcí
V matematické analýze každá konvergentní mocninná řada definuje funkci s v reálnými nebo komplexními hodnotami. Formální mocninná řada nad určitý speciální okruhy může také být interpretovány jako funkce, ale musíme dávat pozor na definiční obor a cílovou množinu. Nechť
{\displaystyle f=\sum a_{n}X^{n}\in R[[X]],}
a předpokládejme, že {\displaystyle S} je komutativní asociativní algebra nad {\displaystyle R}, {\displaystyle I} je ideál v {\displaystyle S} takový, že I-adická topologie na {\displaystyle S} je úplná, a {\displaystyle x} je prvkem {\displaystyle I}. Definujeme:
{\displaystyle f(x)=\sum _{n\geq 0}a_{n}x^{n}.}
Tato řada vždy konverguje v {\displaystyle S,} pokud jsou splněny výše uvedené předpoklady na {\displaystyle x}. Navíc máme
{\displaystyle (f+g)(x)=f(x)+g(x)}
a
{\displaystyle (fg)(x)=f(x)g(x).}
Na rozdíl od případu bona fide funkcí, tyto vzorce nejsou definicemi, ale musí se dokázat.
Protože topologie na {\displaystyle R[[X]]} je {\displaystyle (X)}-adická topologie a {\displaystyle R[[X]]} je úplná, můžeme konkrétně aplikovat mocninnou řadu na jinou mocninnou řadu, za předpokladu, že argumenty nemají konstantní koeficienty (takže patří do ideálu {\displaystyle (X)}): {\displaystyle f(0)}, {\displaystyle f(X^{2}-X)} a {\displaystyle f((1-X)^{-1}-1)} jsou všechny korektně definované pro libovolnou formální mocninnou řadu {\displaystyle f\in R[[X]].}
S tímto formalismem můžeme napsat explicitní vzorec pro multiplikativní inverzi mocninné řady {\displaystyle f,} jejíž konstantní koeficient {\displaystyle a=f(0)} je invertovatelný v {\displaystyle R}:
{\displaystyle f^{-1}=\sum _{n\geq 0}a^{-n-1}(a-f)^{n}.}
Pokud formální mocninná řada {\displaystyle g} s {\displaystyle g(0)=0} je daná implicitně podle rovnice
{\displaystyle f(g)=X}
kde {\displaystyle f} je známá mocninná řada s {\displaystyle f(0)=0}, pak koeficienty {\displaystyle g} lze explicitně vypočítat použitím Lagrangeova inverzního vzorce.

## Zobecnění

### Formální Laurentova řada
Formální Laurentovy řady nad okruhem {\displaystyle R} jsou definovány stejně jako formální mocninné řady, ale dovolíme, aby konečně mnoho členů bylo záporného stupně. Jde tedy o řady, které lze zapsat jako
{\displaystyle f=\sum _{n=N}^{\infty }a_{n}X^{n}}
pro nějaké celé číslo {\displaystyle N}, takže existuje pouze konečně mnoho záporných {\displaystyle n,} pro která {\displaystyle a_{n}\neq 0} (což je něco jiného než klasická Laurentova řada v komplexní analýze.) Pro nenulovou formální Laurentovu řadu nazveme nejmenší celé číslo {\displaystyle n} takové, že {\displaystyle a_{n}\neq 0} řád řady {\displaystyle f} a označujeme jej {\displaystyle \operatorname {ord} (f).} (Řád nula řada je {\displaystyle +\infty }.)
Lze definovat násobení takových řad. Skutečně, podobně jako definice formální mocninné řady, koeficient {\displaystyle X^{k}} dvou řad s příslušnou posloupností koeficientů {\displaystyle \{a_{n}\}} a {\displaystyle \{b_{n}\}} je
{\displaystyle \sum _{i\in \mathbb {Z} }a_{i}b_{k-i}.}
Tento součet má pouze konečně mnoho nenulových členů, protože se předpokládá vymizení koeficientů pro dostatečně záporné indexy.
Formální Laurentova řada tvoří okruh formálních Laurentových řad nad {\displaystyle R}, označovaný by {\displaystyle R((X))}. Je rovno lokalizaci okruhu {\displaystyle R[[X]]} podle množiny kladných mocnin {\displaystyle X}. Pokud {\displaystyle R=K} je komutativní těleso, pak {\displaystyle K((X))} je také komutativní těleso, které lze alternativně získat jako podílové těleso oboru integrity {\displaystyle K[[X]]}.
Jako u okruhu {\displaystyle R[[X]]} formálních mocninných řad může být okruh {\displaystyle R((X))} formálních Laurentových řad vybaven strukturou topologického okruhu doplněním metriky
{\displaystyle d(f,g)=2^{-\operatorname {ord} (f-g)}.}
Formální derivaci formální Laurentovy řady můžeme definovat přirozeným způsobem (člen po členu). Přesněji, formální derivace formální Laurentovy řady {\displaystyle f} definované výše je
{\displaystyle f'=Df=\sum _{n\in \mathbb {Z} }na_{n}X^{n-1},}
což je opět formální Laurentova řada. Pokud {\displaystyle f} je nekonstantní formální Laurentova řada s koeficienty v komutativním tělese charakteristiky 0, pak máme
{\displaystyle \operatorname {ord} (f')=\operatorname {ord} (f)-1.}
Obecně to však neplatí, protože faktor {\displaystyle n} členu nejnižšího řádu by v {\displaystyle R} mohl být roven 0.

#### Formální residuum
Předpokládejme, že {\displaystyle K} je těleso charakteristiky 0. Pak zobrazení
{\displaystyle D\colon K((X))\to K((X))}
je {\displaystyle K}-derivace, pro kterou platí
{\displaystyle \ker D=K}
{\displaystyle \operatorname {im} D=\left\{f\in K((X)):[X^{-1}]f=0\right\}.}
Druhý vztah ukazuje, že koeficient členu {\displaystyle X^{-1}} v {\displaystyle f} je mimořádně zajímavý; nazývá se formální residuum řady {\displaystyle f} a značí se {\displaystyle \operatorname {Res} (f)}. Zobrazení
{\displaystyle \operatorname {Res} :K((X))\to K}
je {\displaystyle K}-lineární, a podle výše uvedeného pozorování máme exaktní posloupnost
{\displaystyle 0\to K\to K((X)){\overset {D}{\longrightarrow }}K((X))\;{\overset {\operatorname {Res} }{\longrightarrow }}\;K\to 0.}
Některá pravidla počtu. Jako docela přímý důsledek výše uvedené definice, a pravidel formální derivace, máme, pro libovolný {\displaystyle f,g\in K((X))}
1. {\displaystyle \operatorname {Res} (f')=0;}
2. {\displaystyle \operatorname {Res} (fg')=-\operatorname {Res} (f'g);}
3. {\displaystyle \operatorname {Res} (f'/f)=\operatorname {ord} (f),\qquad \forall f\neq 0;}
4. {\displaystyle \operatorname {Res} \left((g\circ f)f'\right)=\operatorname {ord} (f)\operatorname {Res} (g),} pokud {\displaystyle \operatorname {ord} (f)>0;}
5. {\displaystyle [X^{n}]f(X)=\operatorname {Res} \left(X^{-n-1}f(X)\right).}

Vlastnost (i) je část exaktní posloupnosti výše. Vlastnost (ii) plyne z (i) jako aplikován na {\displaystyle (fg)'=f'g+fg'}. Vlastnost (iii): libovolný {\displaystyle f} lze zapsat ve tvaru {\displaystyle f=X^{m}g}, s {\displaystyle m=\operatorname {ord} (f)} a {\displaystyle \operatorname {ord} (g)=0}: pak {\displaystyle f'/f=mX^{-1}+g'/g.} {\displaystyle \operatorname {ord} (g)=0} implikuje {\displaystyle g} je invertovatelná v {\displaystyle K[[X]]\subset \operatorname {im} (D)=\ker(\operatorname {Res} ),} whence {\displaystyle \operatorname {Res} (f'/f)=m.} Vlastnost (iv): Protože {\displaystyle \operatorname {im} (D)=\ker(\operatorname {Res} ),} můžeme píší/psát {\displaystyle g=g_{-1}X^{-1}+G',} s {\displaystyle G\in K((X))}. Následně, {\displaystyle (g\circ f)f'=g_{-1}f^{-1}f'+(G'\circ f)f'=g_{-1}f'/f+(G\circ f)'} a (iv) plyne z (i) a (iii). Vlastnost (v) je jasné z definice.

### Lagrangeův inverzní vzorec
Jak bylo zmíněno výše, libovolná formální řada {\displaystyle f\in K[[X]]} s f0 = 0 a f1 ≠ 0 má skládání inverzní {\displaystyle g\in K[[X]].} Platí následující vztah mezi koeficienty gn a f−k (“Šablona:Visible anchor“):
{\displaystyle k[X^{k}]g^{n}=n[X^{-n}]f^{-k}.}
Konkrétně, pro n = 1 a všechno k ≥ 1,
{\displaystyle [X^{k}]g={\frac {1}{k}}\operatorname {Res} \left(f^{-k}\right).}
Protože důkaz Lagrangeova inverzní vzorec je velmi krátký, stojí za to jej zde ukázat. Všimneme si, že {\displaystyle \operatorname {ord} (f)=1}, můžeme aplikovat pravidla počtu uvedená výše, klíčové pravidlo (iv) substituce {\displaystyle X\rightsquigarrow f(X)}, získat:
{\displaystyle {\begin{aligned}k[X^{k}]g^{n}&\ {\stackrel {\mathrm {(v)} }{=}}\ k\operatorname {Res} \left(g^{n}X^{-k-1}\right)\ {\stackrel {\mathrm {(iv)} }{=}}\ k\operatorname {Res} \left(X^{n}f^{-k-1}f'\right)\ {\stackrel {\mathrm {chain} }{=}}\ -\operatorname {Res} \left(X^{n}(f^{-k})'\right)\\&\ {\stackrel {\mathrm {(ii)} }{=}}\ \operatorname {Res} \left(\left(X^{n}\right)'f^{-k}\right)\ {\stackrel {\mathrm {chain} }{=}}\ n\operatorname {Res} \left(X^{n-1}f^{-k}\right)\ {\stackrel {\mathrm {(v)} }{=}}\ n[X^{-n}]f^{-k}.\end{aligned}}}
Zobecnění. Můžeme pozorovat, že výše uvedený výpočet lze jednoduše opakovat v obecnějších případech než K((X)): zobecnění Lagrangeova inverzního vzorce je již dostupné, když pracujeme v {\displaystyle \mathbb {C} ((X))}-modulech {\displaystyle X^{\alpha }\mathbb {C} ((X)),} kde α je komplexní exponent. Důsledkem je, že pokud f a g jsou jako výše, s {\displaystyle f_{1}=g_{1}=1}, můžeme zjistit vztah komplexních mocnin f / X a g / X: konkrétně, pokud α a β jsou nenulová komplexní čísla, jejichž součet je záporné celé číslo, {\displaystyle m=-\alpha -\beta \in \mathbb {N} ,} pak
{\displaystyle {\frac {1}{\alpha }}[X^{m}]\left({\frac {f}{X}}\right)^{\alpha }=-{\frac {1}{\beta }}[X^{m}]\left({\frac {g}{X}}\right)^{\beta }.}
Tímto způsobem například dostaneme mocninnou řadu pro komplexní mocniny Lambertovy funkce.

### Mocninná řady několika proměnných
Lze definovat formální mocninné řady s libovolným počtem neurčitých (dokonce s nekonečně mnoha). Pokud I je indexová množina a XI je množina neurčitých Xi pro i∈I, pak monom Xα je libovolný konečný součin prvků XI (umožňuje opakování); formální mocninná řada v XI s koeficienty v okruhu R je určena libovolným zobrazením z množiny jednočlenů Xα to odpovídajícím koeficient cα, a označuje se {\textstyle \sum _{\alpha }c_{\alpha }X^{\alpha }}. Množina všech takových formálních mocninných řad se označuje {\displaystyle R[[X_{I}]],} a definováním
{\displaystyle \left(\sum _{\alpha }c_{\alpha }X^{\alpha }\right)+\left(\sum _{\alpha }d_{\alpha }X^{\alpha }\right)=\sum _{\alpha }(c_{\alpha }+d_{\alpha })X^{\alpha }}
a
{\displaystyle \left(\sum _{\alpha }c_{\alpha }X^{\alpha }\right)\times \left(\sum _{\beta }d_{\beta }X^{\beta }\right)=\sum _{\alpha ,\beta }c_{\alpha }d_{\beta }X^{\alpha +\beta }}
je daná struktura okruhu.

#### Topologie
Topologie na {\displaystyle R[[X_{I}]]} je takový, že posloupnost svého prvky konverguje pouze, pokud pro každý jednočlen Xα odpovídajícím koeficient stabilizuje. Pokud I je konečný, pak toto J-adická topologie, kde J je ideál {\displaystyle R[[X_{I}]]} generované všemi neurčitými v XI. To není splněno, pokud I je nekonečný. Pokud například {\displaystyle I=\mathbb {N} ,} pak posloupnost {\displaystyle (f_{n})_{n\in \mathbb {N} }} s {\displaystyle f_{n}=X_{n}+X_{n+1}+X_{n+2}+\cdots } nekonvergovat podle žádné J-adická topologie na R, ale zřejmě pro každý jednočlen odpovídajícím koeficient stabilizuje.
Jak je zmíněno výše, topologie na opakovaný formální mocninná řada okruh jako {\displaystyle R[[X]][[Y]]} je obvykle zvolena takovým způsobem, že se stane izomorfní jako topologický okruh to {\displaystyle R[\langle X,Y\rangle ].}

#### Operace
Veškeré operace definované pro řady s jednou proměnnou mohou být rozšířeny na případ několika proměnných.
- Řada je invertovatelná právě tehdy, když její konstantní člen je invertovatelný v R.
- Skládání f(g(X)) dvou řad f a g je definováno, pokud f je řada s jednou neurčitou, a konstantní člen g je nulový. Pro řadu f s několika neurčitými lze tvar „skládání“ definovat podobně, s tolika různými řadami na místě g, kolik existuje neurčitých.

Pro formální derivaci existují zvláštní operátory parciální derivace, které derivují podle každé z neurčitých. Tyto operátory vzájemně komutují.

#### Univerzální vlastnost
Pro mocninné řady několika proměnných je univerzální vlastnost, která charakterizuje {\displaystyle R[\langle X_{1},\ldots ,X_{r}\rangle ]} následující. Pokud S je komutativní asociativní algebra nad R, pokud I je ideál S takový, že I-adická topologie na S je úplná, a, pokud x1, …, xr jsou prvky I, pak existuje jednoznačné zobrazení {\displaystyle \Phi :R[\langle X_{1},\ldots ,X_{r}\rangle ]\to S} s následujícími vlastnostmi:
- Φ je homomorfismus R-algebry
- Φ je spojité
- Φ(Xi) = xi pro i = 1, …, r.

### Nekomutující proměnné
Případ několika proměnných lze dále zobecnit použitím nekomutujících proměnných Xi pro i ∈ I, kde I je indexová množina a pak monom Xα je libovolné slovo v XI; formální mocninná řada v XI s koeficienty z okruhu R je určený libovolný zobrazení z množiny jednočlenů Xα do odpovídajícího koeficientu cα, a označuje se {\displaystyle \textstyle \sum _{\alpha }c_{\alpha }X^{\alpha }}. Množina všech takových formálních mocninných řad se označuje R«XI», a definováním sčítání po složkách
{\displaystyle \left(\sum _{\alpha }c_{\alpha }X^{\alpha }\right)+\left(\sum _{\alpha }d_{\alpha }X^{\alpha }\right)=\sum _{\alpha }(c_{\alpha }+d_{\alpha })X^{\alpha }}
a násobením definovaným vztahem
{\displaystyle \left(\sum _{\alpha }c_{\alpha }X^{\alpha }\right)\times \left(\sum _{\alpha }d_{\alpha }X^{\alpha }\right)=\sum _{\alpha ,\beta }c_{\alpha }d_{\beta }X^{\alpha }\cdot X^{\beta }}
kde · označuje zřetězení slov, je dána struktura okruhu. Tyto formální mocninné řady nad R tvoří Magnusův okruh nad R.

### Na polookruhu
Je dána abeceda {\displaystyle \Sigma } a polookruh {\displaystyle S}. Formální mocninná řada nad {\displaystyle S} podporoval na jazyk {\displaystyle \Sigma ^{*}} se označuje by {\displaystyle S\langle \langle \Sigma ^{*}\rangle \rangle }. To sestává z všechno zobrazením {\displaystyle r:\Sigma ^{*}\to S}, kde {\displaystyle \Sigma ^{*}} je Volný monoid generované by neprázdný množina {\displaystyle \Sigma }.
Prvky {\displaystyle S\langle \langle \Sigma ^{*}\rangle \rangle } lze zapsat jako formální součty
{\displaystyle r=\sum _{w\in \Sigma ^{*}}(r,w)w.}
kde {\displaystyle (r,w)} označuje hodnotu {\displaystyle r} ve slově {\displaystyle w\in \Sigma ^{*}}. Prvky {\displaystyle (r,w)\in S} se nazývají koeficienty {\displaystyle r}.
Pro {\displaystyle r\in S\langle \langle \Sigma ^{*}\rangle \rangle } nosič {\displaystyle r} je množina
{\displaystyle \operatorname {supp} (r)=\{w\in \Sigma ^{*}|\ (r,w)\neq 0\}}
Řada, jejíž každý koeficient je buď {\displaystyle 0} nebo {\displaystyle 1}, se nazývá charakteristická řada svého nosiče.
Podmnožina {\displaystyle S\langle \langle \Sigma ^{*}\rangle \rangle } sestávající ze všech řad s konečným nosičem se označuje {\displaystyle S\langle \Sigma ^{*}\rangle } a její prvky se nazývají polynomy.
Pro {\displaystyle r_{1},r_{2}\in S\langle \langle \Sigma ^{*}\rangle \rangle } a {\displaystyle s\in S}, součet {\displaystyle r_{1}+r_{2}} je definovaný vztahem
{\displaystyle (r_{1}+r_{2},w)=(r_{1},w)+(r_{2},w)}
(Cauchyho) součin {\displaystyle r_{1}\cdot r_{2}} je definovaný vztahem
{\displaystyle (r_{1}\cdot r_{2},w)=\sum _{w_{1}w_{2}=w}(r_{1},w_{1})(r_{2},w_{2})}
hadamard součin {\displaystyle r_{1}\odot r_{2}} je definovaný vztahem
{\displaystyle (r_{1}\odot r_{2},w)=(r_{1},w)(r_{2},w)}
A součiny by skalární {\displaystyle sr_{1}} a {\displaystyle r_{1}s} by
{\displaystyle (sr_{1},w)=s(r_{1},w)} a {\displaystyle (r_{1}s,w)=(r_{1},w)s}, po řadě.
S těmito operacemi {\displaystyle (S\langle \langle \Sigma ^{*}\rangle \rangle ,+,\cdot ,0,\varepsilon )} a {\displaystyle (S\langle \Sigma ^{*}\rangle ,+,\cdot ,0,\varepsilon )} jsou polookruhy, kde {\displaystyle \varepsilon } je prázdný slovo v {\displaystyle \Sigma ^{*}}.
Tyto formální mocninné řady se používají pro modelování chování vážených automatů v teoretické informatice, když koeficienty {\displaystyle (r,w)} řady se v automatech berou jako váhy cesty s návěstím {\displaystyle w}.

### Nahrazování indexové množiny uspořádanou abelovskou grupou
Předpokládejme, že {\displaystyle G} je uspořádaná abelovská grupa, tedy abelovská grupa s úplným uspořádáním {\displaystyle <,} které respektuje grupové sčítání, takže {\displaystyle a<b} právě tehdy, když {\displaystyle a+c<b+c} pro všechna {\displaystyle c}. Nechť I je dobře uspořádaná podmnožina {\displaystyle G}, což znamená, že I neobsahuje žádný nekonečný klesající řetěz. Uvažujme množinu sestávající z
{\displaystyle \sum _{i\in I}a_{i}X^{i}}
pro všechna taková I, s {\displaystyle a_{i}} v komutativním okruhu {\displaystyle R}, kde předpokládáme, že pro libovolnou indexovou množinu, pokud veškeré {\displaystyle a_{i}} jsou nulové, pak také součet je nula. Pak {\displaystyle R((G))} je okruh formálních mocninných řad na {\displaystyle G}; díky této podmínce, že indexovací množina je dobře uspořádaná, je součin korektně definovaný, a samozřejmě předpokládáme, že dva prvky, které se liší o nulu, jsou stejné. Někdy se používá notace {\displaystyle [[R^{G}]]} pro označení {\displaystyle R((G))}.
Různé vlastnosti {\displaystyle R} se přenášejí na {\displaystyle R((G))}. Pokud {\displaystyle R} je komutativní těleso, pak je i {\displaystyle R((G))} komutativní těleso. Pokud {\displaystyle R} je uspořádané komutativní těleso, můžeme uspořádat {\displaystyle R((G))} nastavením, aby každý prvek měl stejné znaménko jako její úvodní koeficient, definovaný jako nejmenší prvek indexové množiny I s nenulovým koeficientem. Nakonec, pokud {\displaystyle G} je divizibilní grupa a {\displaystyle R} je reálné uzavřené komutativní těleso, pak {\displaystyle R((G))} je reálné uzavřené komutativní těleso, a, pokud {\displaystyle R} je algebraicky uzavřené, pak je i {\displaystyle R((G))} algebraicky uzavřené.
Hans Hahn, který vytvořil tuto teorii, také dokázal, že pokud počet (nenulových) členů je omezený nějakou pevnou nekonečnou kardinalitou, dostaneme komutativní podtěleso.

## Příklady a příbuzná témata
- Bellovy řady se používají pro studium vlastností multiplikativních aritmetických funkcí
- Formální grupy se používají pro definici abstraktních grupových zákonů použitím formálních mocninných řad
- Puiseuxovy řady jsou rozšířením formálních Laurentových řad pro racionální exponenty
- Racionální řady